# 順安駅
順安駅（スナンえき）は朝鮮民主主義人民共和国平壌直轄市順安区域駅前洞にある、朝鮮民主主義人民共和国鉄道省平義線の駅である。京義線（現平義線）開通当時は順安郡の中心駅だったが、後に順安区域に改編され、平壌の主要駅の一つとなった。駅周辺に平壌国際空港がある。

## 隣の駅
朝鮮民主主義人民共和国鉄道省
平義線
間里駅 - 順安駅 - 石巌駅